# Tubulanus polymorphus
Il Tubulanus polymorphus è una specie di Nemertea. Si trova nell'Oceano Atlantico settentrionale e nell'Oceano Pacifico settentrionale. Vive nei bassi fondali, ad una profondità di 50 metri, sotto la sabbia o sotto le pietre, o nei canneti.

## Descrizione
Come tutti i Nemertini il T. Polymorphus non è suddiviso in segmenti, ma è soffice, liscio e contrattile. Lungo fino a 50 cm. può misurare fino ad un massimo di 5 mm. di spessore, con una testa arrotondata leggermente più grande del corpo. La parte sottostante della testa presenta una proboscide ed una bocca, ma è privo di occhi. Il corpo è rossastro  o arancione brillante ma non presente strisce o linee. Gli esemplari conservati nell'alcool hanno perso il loro colore naturale mostrando così una banda nera trasversale. Una coppia di organi sensoriali è posta su entrambi i lati ai margini posteriori di questa stessa banda. Questo verme può essere distinto dagli altri di specie simili per l'assenza di fasce biancastre o di strisce sul corpo o di punti bianchi sulla testa.